# Западная крепостная стена (Несебыр)

Западная крепостная стена с воротами

Западная крепостная стена

Западная крепостная стена Несебыра являлась частью оборонительной системы города.
В настоящее время большая часть системы находится под водой. Длина сохранившегося участка стены достигает 100 м, максимальная высота 8 м. Построена смешанной кладкой «опус микстум»[уточнить]. 
Ранневизантийская стена (V—VI в.) следует трассе фракийской (VIII—VI в. до н. э.) и античной (IV—III в. до н. э.) крепостной стены. Северный и южный края стены находились в море, играя роль стен причалов для двух городских пристаней. Ворота, расположенные напротив перешейка, огорожены двумя пятиугольными башнями. В стороне от них были симметрично построены полукруглые и круглые башни. Две двери — опускающаяся и двухстворчатая — плотно закрывали основной вход в город. 
Документированы пять реконструкций стены в период с VII по XIX века. Основные раскопки и изучение сохранившихся частей крепостной стены велись с 1958 до 1969 год, после чего с 1970 по 1981 год они консервировались и реставрировались.